# Johan Ludvig von Holstein

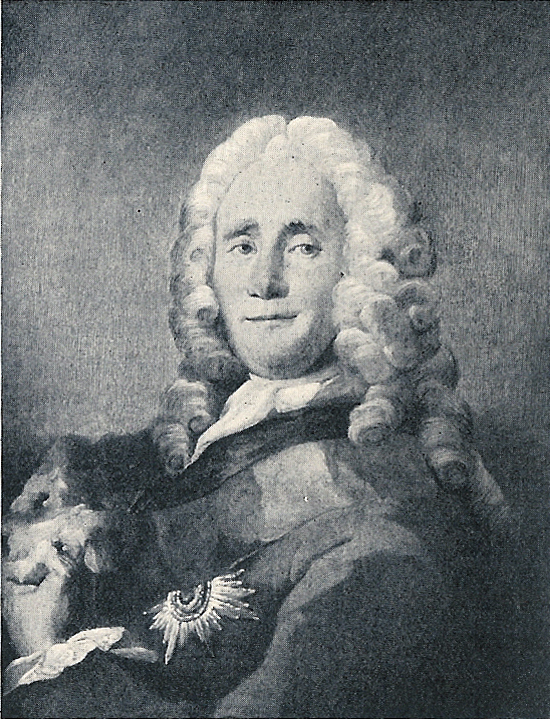
Johan Ludvig

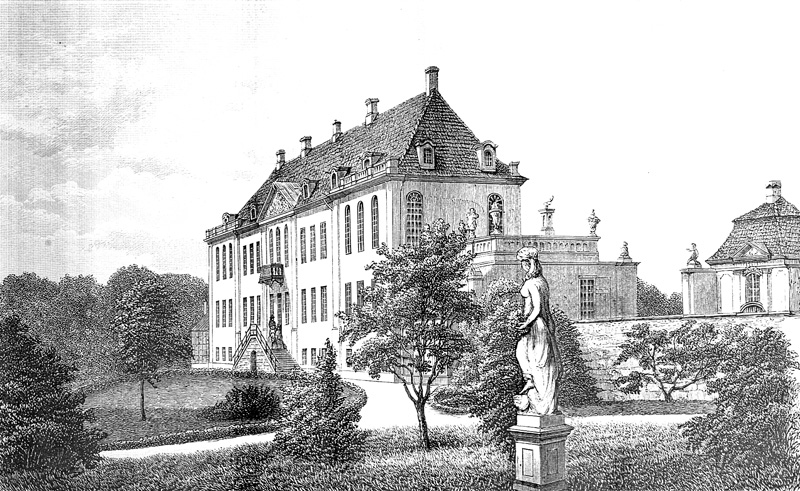
Ledreborg palace.

Johan Ludvig von Holstein (7 september 1694 - 29 januari 1763) was een Deense kanselier met belangstelling voor onderwijs, kunst en wetenschappen. 
Zijn vader was Johan Ernst von Holstein, zijn moeder Ilse von Kettenburg, In 1734 huwde hij Hedevig Vind, uit welk huwelijk hun zoon Christian Frederik Holstein-Ledreborg (1735–1799) werd geboren.
In de periode 1735 tot 1751 was hij Deens kanselier. 
Een van zijn grootste liefhebberijen was zijn kunst, literatuur en manuscripten verzameling.  hij bezat een uitgebreide bibliotheek. Noch vandaag de dag kunnen op Slot Ledreborg, dat door hem in 1739 werd gebouwd en sindsdien nauwelijks meer is veranderd, vele delen van zijn verzameling worden bezichtigd. Het slot Ledreborg in de buurt Lejre is sinds meer dan 250 jaar in het bezit van de grafelijke familie Holstein-Ledreborg, waarvan Johan Ludvig de stichter was. 
Samen met Hans Gram richtte hij in 1742 de voorloper van de Koninklijke Deense Akademie van Wetenschappen op. 
Een andere voorliefde van hem was het onderwijs – lange tijd was hij "Universiteitspatroon" van de Universiteit van Kopenhagen.